# Ania Hardukiewicz
Ania Hardukiewicz (* 1973 in Wrocław) ist eine freischaffende polnisch-deutsche Malerin und bildende Künstlerin.

## Leben und Werk
Hardukiewicz verbrachte ihre Kindheit in Polen und zog später mit ihrer Familie nach Deutschland. Ab 1996 studierte sie an der Kunstakademie Düsseldorf bei Konrad Klapheck, Siegfried Anzinger und Rissa. Sie erhielt dort 2003 ihren Akademiebrief und war später Meisterschülerin in der Meisterklasse von Rissa. Danach erhielt sie ein sechsmonatiges Stipendium für die Künstlerinnen Akademie im Frauenmuseum Bonn bei Ulrike Rosenbach.
Hardukiewicz lebt und arbeitet als freischaffende Künstlerin in Witten und Berlin. Sie ist Mitglied im Wittener Künstlerbund und im Frauenmuseum Bonn.

## Politisches und soziales Engagement
Hardukiewicz unterstützt Amnesty International, indem sie Werke für die Bochumer Kunstauktion zur Verfügung stellt, deren Erlöse der Menschenrechtsarbeit von Amnesty International zugutekommen.

## Ausstellungen (Auswahl)
- 1998–2003: Rundgang, Kunstakademie Düsseldorf
- 1999: Vorbilder statt Vorurteile, Galerie Kontraste Haan, Rheinische Friedrich-Wilhelms-Universität Bonn
- 2005: ohne Titel, Kunstgalerie im Luisenhof Bochum, Rathausgalerie Witten, Glaspavillon im Grugapark
- 2006: Alltäglichkeiten, Villa Lohmann
- 2006: AI Kunstauktion, Schauspielhaus Bochum
- 2007: 17. Kunstmesse, Frauenmuseum Bonn
- 2008: 18. Kunstmesse, Frauenmuseum Bonn
- 2009: Museum Haus Martfeld, Schwelm, Frauenmuseum Bonn
- 2010/2012: Märkisches Museum Witten
- 2013: Stadtmuseum Hattingen
- 2014: Stadtmuseum Breslau (Muzeum Miejskie Wrocławia), Nationale Kunstgalerie Zachęta Zachęta Narodowa Galeria Sztuki, Warschau

## Auszeichnungen (Auswahl)
- 2008: Nominierung für den Valentine-Rothe-Preis